# ステラ・ボウエン
ステラ・ボウエン（Esther Gwendolyn "Stella" Bowen、1893年5月16日 – 1947年10月30日 ）はオーストラリアの画家、作家である。

## 略歴
オーストラリア、南オーストラリア州のノース・アデレードに生まれた。絵が好きで、メルボルンの女性画家、マーガレット・プレストン(Margaret Preston)のもとで学ぶことを望んだが、母親の病気のために叶わなかった。1914年に母親が亡くなった後、わずかな生活費と帰国用の切符を持って、イギリスに渡り、ロンドンのウエストミンスター美術学校で学び、作家や詩人、政治活動家などからなるグループのなかで暮らした。
1918年に 、20歳年上の既婚の作家、フォード・マドックス・フォードと知り合い、恋愛関係となり、2人でイングランドの村で暮らした。1920年に娘が生まれたが1922年までに田舎暮らしに飽きて2人はパリに移った。パリで芸術家の中で過ごし、フォードは文学雑誌の編集を始め、パリの外国人作家たちの間で重要な作家になっていった。ボウエンもスタジオを開くが、フォードや娘の世話で絵を描く時間は多く取れなかった。
1927年にフォードと別れた後、肖像画を描く仕事はあったが生活は苦しかった。1932年にアメリカ生まれの詩人・評論家、ラモン・ガスリーの誘いでアメリカに渡り、ガスリーの知り合いの肖像画を描いた。1933年にパリの生活を諦め、ロンドンに戻った。ロンドンでは新聞への美術評論の執筆や美術教師として収入を補った。1940年に自伝 "Drawn from Life : A Memoiry"を出版した。
第二次世界大戦が始まった後、1944年にオーストラリア戦争記念館(Australian War Memorial)の公式戦争画家に任命され、イギリス駐留オーストラリア空軍や捕虜収容所の様子を描いた。1947年にイングランドのエセックスで死去した。

## 作品

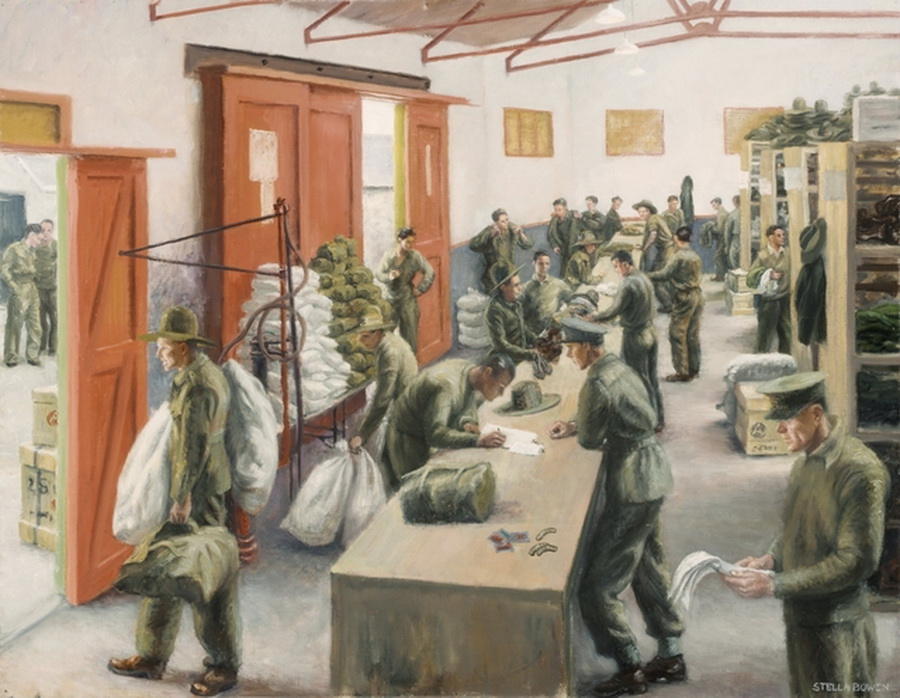
『捕虜収容所』
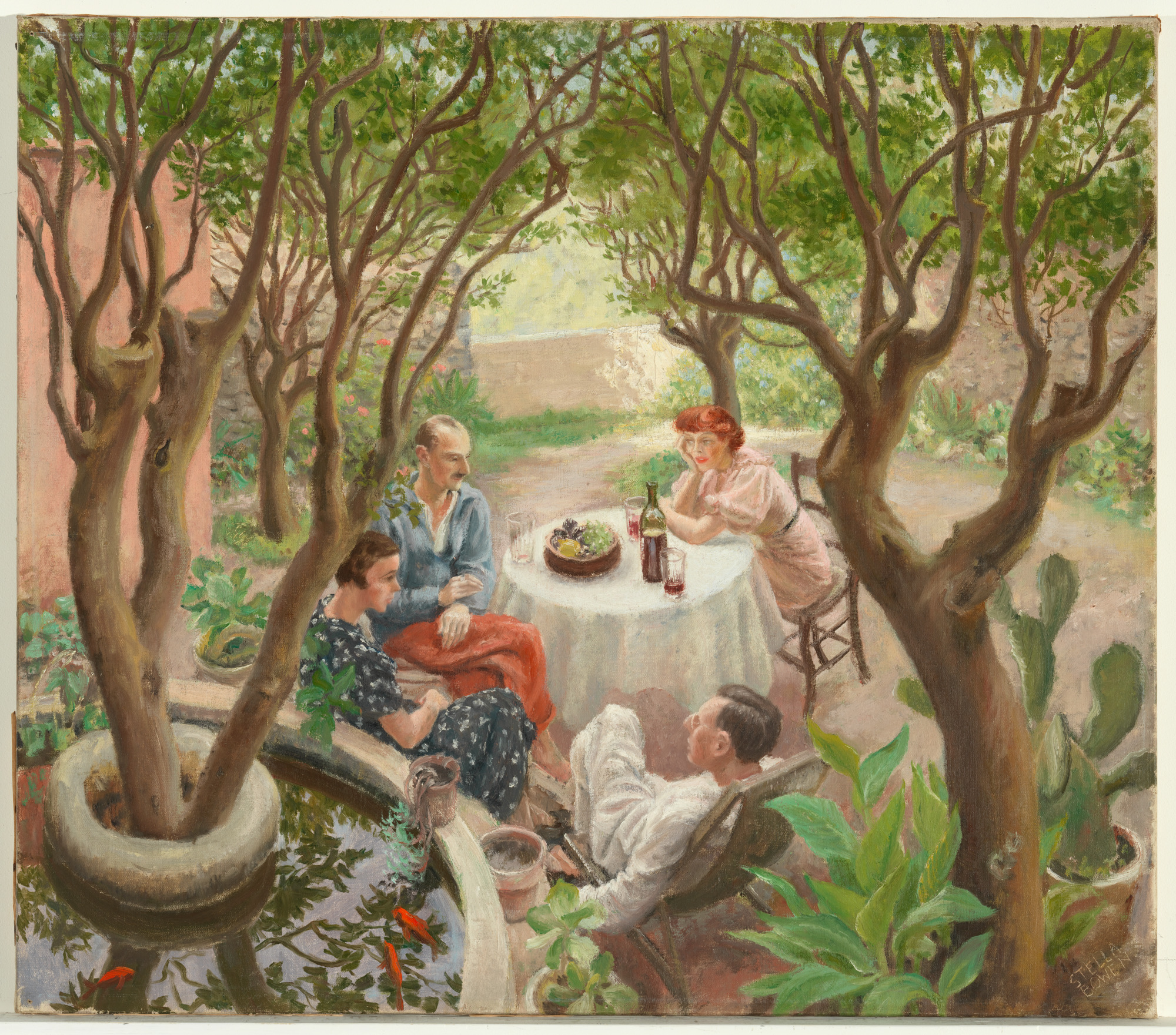
プロヴァンスでの会話
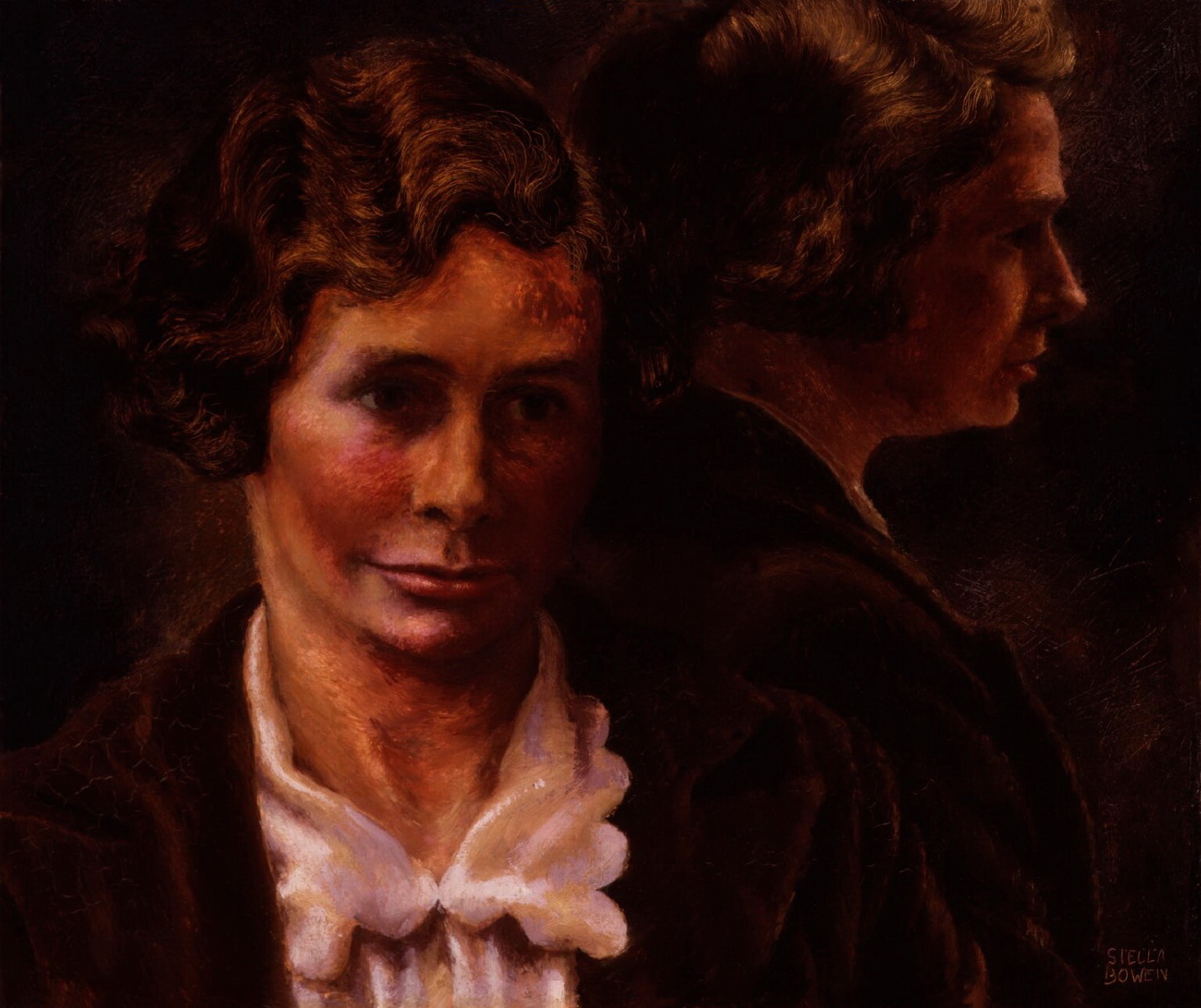
マーガレット・コール-作家
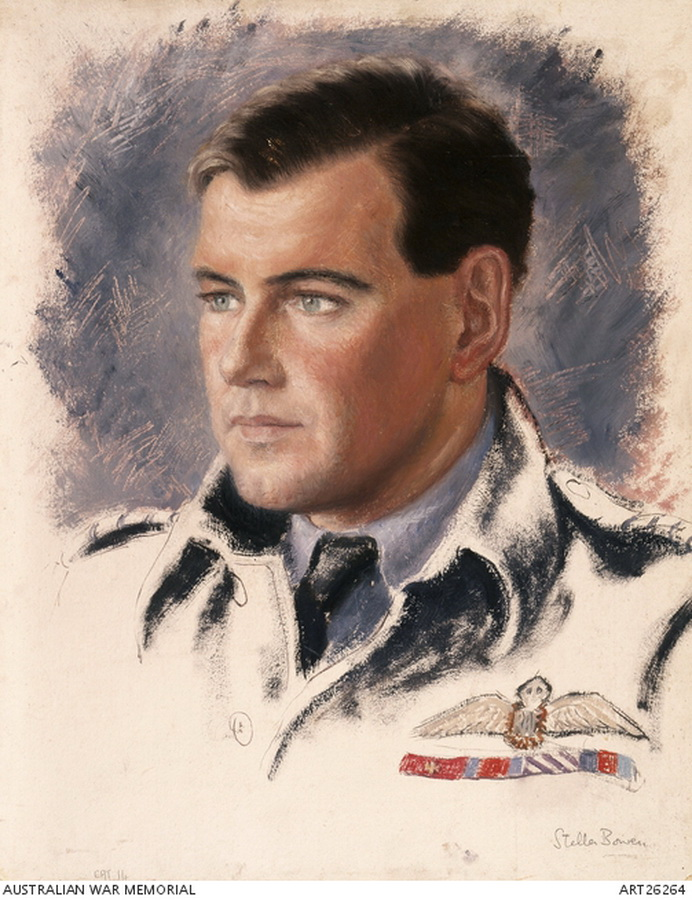
Hughie Edwards-オーストラリア空軍将校